# Шарбонијер ле Бен
Шарбонијер ле Бен (фр. Charbonnières-les-Bains) насеље је и општина у источној Француској у региону Рона-Алпи, у департману Рона која припада префектури Лион.
По подацима из 2011. године у општини је живело 4782 становника, а густина насељености је износила 1157,87 становника/km². Општина се простире на површини од 4,13 km². Налази се на средњој надморској висини од 233 метара (максималној 295 m, а минималној 211 m).

## Демографија
| 1962. | 1968. | 1975. | 1982. | 1990. | 1999. | 2011. |
| ----- | ----- | ----- | ----- | ----- | ----- | ----- |
| 2.148 | 2.448 | 3.086 | 3.973 | 4.033 | 4.377 | 4.782 |

График промене броја становника у току последњих година